# سامسون و دلیله (فیلم ۱۹۸۴)
سامسون و دلیله (انگلیسی: Samson and Delilah) یک فیلم تلویزیونی است به کارگردانی لی فیلیپس و محصول شبکه ABC در سال ۱۹۸۴ میلادی که از داستان کتاب مقدس دربارهٔ سامسون و دلیله اقتباس شده‌است. بازیگران این فیلم عبارتند از: ماکس فون سیدو، بلیندا بائر، آنتونی همیلتون، دانیل استرن و ویکتور ماتیور.